# Jean-Baptiste Bourguignon d'Anville

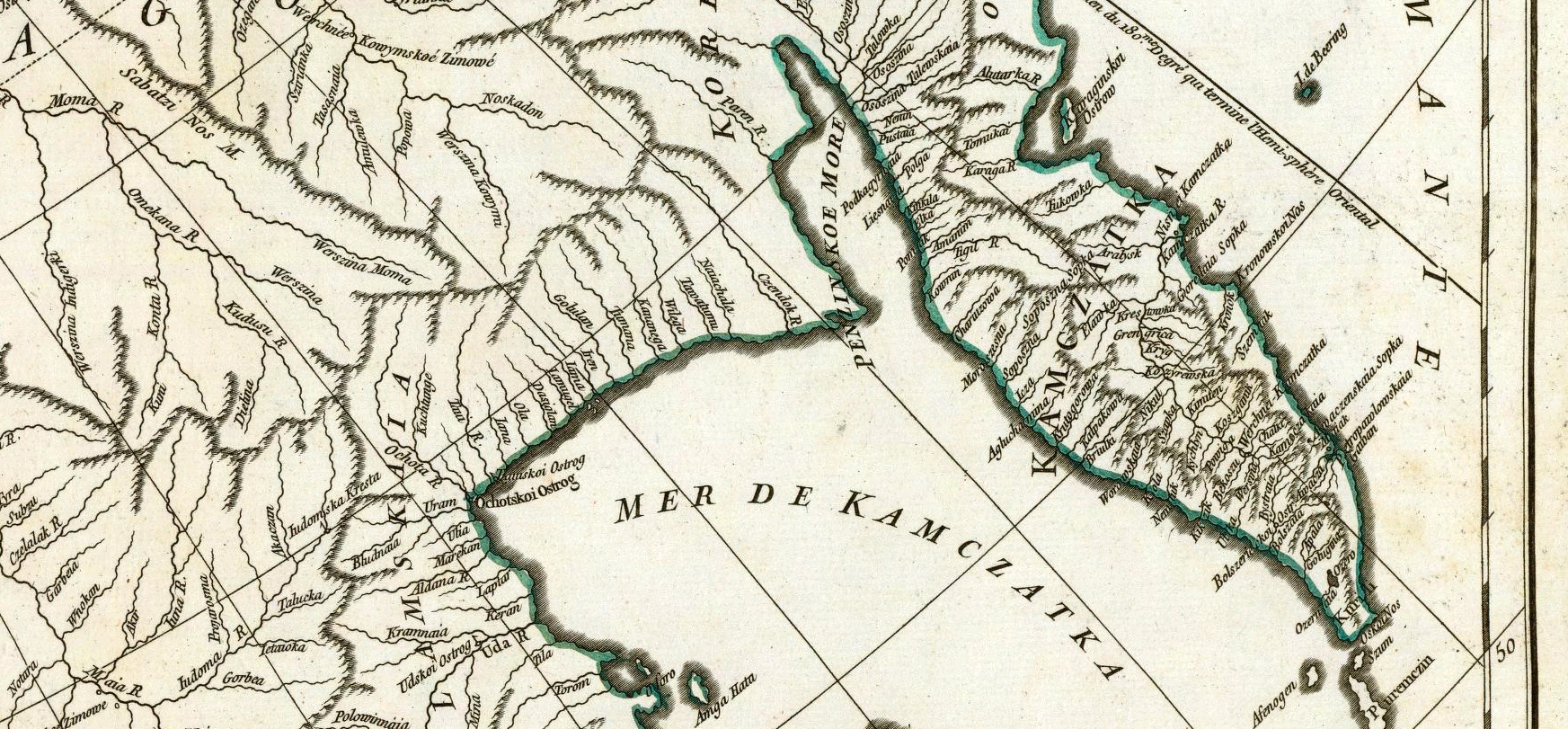
Jean-Baptiste Bourguignon d’Anville: Terza tavola dell'Asia, con la Siberia e una parte del territorio tartaro (1753).

Jean-Baptiste Bourguignon d'Anville (Parigi, 11 luglio 1697 – Parigi, 28 gennaio 1782) è stato un geografo e cartografo francese.

## Biografia
Venne nominato geografo del re nel 1718, e durante la sua attività realizzò 211 carte geografiche considerate le migliori dell'epoca. La loro precisione, basata sulle scoperte più recenti del tempo, rivoluzionò la cartografia. Fra le sue carte più importanti figura una carta della Cina (1735) rimasta come riferimento fino al XIX secolo, oltre che dell'Italia (1743), dell'Africa (1749), dell'Asia (1751) e dell'India (1752). Grazie ai suoi metodi critici «conosceva la terra senza averla vista», e senza essersi mai allontanato da Parigi per più di quaranta leghe.
Pubblicò un Atlas général nel 1737, diversi atlanti storici e numerosi scritti sulla geografia e la meteorologia antiche. Collaborò alla stesura dell'Encyclopédie.
Venne eletto all'Académie des inscriptions et belles-lettres nel 1754 e all'Académie des sciences nel 1773.
D'Anville contestò la teoria di Newton, argomentando che la terra non è rotonda ma che ha un diametro maggiore ai poli rispetto a quello dell'equatore.
Jean-Denis Barbié du Bocage fu uno dei suoi allievi.
La città canadese di Danville porta il suo nome.

## La sua cartografia
Oltre alle carte geografiche da lui realizzate, d'Anville aveva realizzato una grande quantità di documenti, sia stampati che manoscritti, la più completa collezione, secondo Bon-Joseph Dacier, che era mai esistita. Egli aveva messo assieme una collezione, arricchita dalle donazioni fatte da collezionisti e viaggiatori di tutti i paesi. Nel 1772 decise di regalare la sua collezione al re, ma soltanto nel 1779 riuscì a realizzare il suo desiderio. Alla morte di d'Anville, pieno di onori ma non altrettanto di denaro, la collezione passò dal Museo del Louvre dove si trovava, a Versailles, dove Jean-Denis Barbié du Bocage proseguì l'inventario. Louis-Charles-Joseph de Manne, conservatore-amministratore della Bibliothèque du Roi, che aveva ereditato la collezione di d'Anville e tutti i carteggi, decise nel 1802 di pubblicare un'opera geografica. Le opere di d'Anville avrebbero dovuto essere pubblicate in sei volumi accompagnate dalle carte geografiche, ma l'opera venne interrotta a seguito della scomparsa di M. de Manne nel 1832 e soltanto due dei volumi vennero pubblicati nel 1834 per volontà della vedova e del figlio.
La collezione passò poi sotto la tutela del Ministero degli Esteri, prima di venire, nel 1924, inglobata nella Biblioteca nazionale di Francia. Il lavoro fatto da Charles Du Bus permise di appurare che erano andati smarriti diversi manoscritti nel periodo in cui la collezione era rimasta al Ministero. Oggi essa contiene 10.500 carte di tutte le regioni e di tutte le epoche, dalle prime carte dell'epoca di Tolomeo fino agli anni 1770-1780. Marcel Destombes ha ritrovato al dipartimento delle Estampes et de la Photographie trentaquattro piante manoscritte di città cinesi, utilizzate da d'Anville per la stesura delle sue mappe.